# Albiez-le-Jeune
Albiez-le-Jeune là một xã thuộc tỉnh Savoie trong vùng Rhône-Alpes ở đông nam nước Pháp.